# べろべろ (グループ魂の曲)
「べろべろ」は、グループ魂の6thシングル。2010年10月27日にリリースされた。

## 概要
- 6thアルバム「1!2!3!4!」の先行シングルとなった。
- 初のバラードシングル。プロデュースは阿部義晴(ユニコーン)。プロモーションビデオは田中秀幸が担当し、 2011年第15回文化庁メディア芸術祭エンタテイメント部門優秀賞を受賞。
- テレビ朝日系ミュージックステーションで披露された。

## 収録曲
1. べろべろ
作詞・作曲:宮藤官九郎、阿部義晴
2. ライムサワーのテーマ～ライムサワー～
作詞:宮藤官九郎/作曲:益田トッシュ